# Hongcheon-eup
Hongcheon-eup (koreanska: 홍천읍) är en köping i den norra delen av Sydkorea, 80 km öster om huvudstaden Seoul. Den är huvudort i kommunen Hongcheon-gun i provinsen Gangwon. 